# Antoine Benoist
Antoine Benoist (6 augustus 1999) is een Frans wielrenner en veldrijder.

## Carrière
In 2018, in zijn eerste seizoen bij de beloften, stapelde Benoist de ereplaatsen op achter het duo Tom Pidcock en Eli Iserbyt. Hij eindigde op de derde plaats in de Wereldbeker en op de Wereldkampioenschappen veldrijden 2019. In datzelfde jaar werd hij Frans kampioen bij de beloften. 

## Palmares

### Elite
| Seizoen   | Wereldbeker | Challenge National | WK  | EK  | FK  | Overige | Totaal aantal zeges |
| --------- | ----------- | ------------------ | --- | --- | --- | ------- | ------------------- |
| 2019-2020 |             | La Mézière         | NVT | NVT | NVT | Illnau  | 2                   |
|           |             |                    |     |     |     |         |                     |
| Totaal    | 0           | 1                  | 0   | 0   | 0   | 1       | 2                   |

### Jeugd
| Categorie | Seizoen   | Wereldbeker | Superprestige | DVV Trofee | WK  | EK  | FK     | Overige              | Totaal aantal zeges |
| --------- | --------- | ----------- | ------------- | ---------- | --- | --- | ------ | -------------------- | ------------------- |
| Junioren  | 2015-2016 |             |               |            | DNS | DNS | 11e    |                      | 0                   |
| Junioren  | 2016-2017 | Fiuggi      |               |            | 5e  | 4e  | Zilver | Bagnoles de L'Orne   | 2                   |
| Junioren  | Totaal    | 1           | 0             | 0          | 0   | 0   | 0      | 1                    | 2                   |
| Beloften  | 2017-2018 |             |               |            | 6e  | 6e  | 4e     |                      | 0                   |
| Beloften  | 2018-2019 |             |               |            | ↑   | ↑   | Goud   | Pierric, Flamanville | 3                   |
| Beloften  | 2019-2020 |             |               | Baal       | 4e  | ↑   | Goud   |                      | 2                   |
| Beloften  | Totaal    | 0           | 0             | 1          | 0   | 0   | 2      | 5                    | 5                   |

## Ploegen
- 2019 –  Corendon-Circus
- 2020 –  Alpecin-Fenix
- 2021 –  Alpecin-Fenix Development Team
- 2022 –  Cross Team Legendre

Cortjens · De Bondt · Dekker · del Carmen Alvarado · Devolder · Eibl · Fagerhaug · Hansen · Jans · Janssens · Meeusen · Meisen · Merlier · Rickaert · Rouiller · Stallaert · Tulett · Turner · D. van der Poel · M. van der Poel · Vandeputte · van Trijp · Vergaerde · Vermeersch · Walsleben · Benoist (stagiair) · Clé (stagiair)